# Živaja
Živaja is een plaats in de gemeente Hrvatska Dubica in de Kroatische provincie Sisak-Moslavina. De plaats telt 484 inwoners (2001).